# Toni Androić
 Toni Androić  (nacido el 28 de diciembre de 1991) es un tenista profesional croata.

## Carrera
Su mejor ranking individual es el N.º 219 alcanzado el 25 de agosto de 2014, mientras que en dobles logró la posición 193 el 6 de octubre de 2014.
Ha logrado hasta el momento 1 título de la categoría ATP Challenger Tour en la modalidad de dobles, así como también ha obtenido varios títulos Futures tanto en individuales como en dobles.

### 2014
El 9 de agosto de 2014 ganó su primer título del circuito ATP Challenger Series ganando el Challenger de Praga-2 disputado sobre tierra batida en la República Checa. Su compañero de dupla fue el ruso Andrey Kuznetsov y derrotaron en la final a la pareja constituida por el venezolano Roberto Maytín y el mexicano Miguel Ángel Reyes-Varela por 7-5, 7-5.

## Títulos; 1 (0 + 1)
| Leyenda                     | Individuales | Dobles |
| --------------------------- | ------------ | ------ |
| Grand Slam                  | 0            | 0      |
| ATP World Tour Finals       | 0            | 0      |
| ATP World Tour Másters 1000 | 0            | 0      |
| ATP World Tour 500 Series   | 0            | 0      |
| ATP World Tour 250 Series   | 0            | 0      |
| ATP Challenger Series       | 0            | 1      |

### Dobles
| No. | Fecha      | Torneo                | Superficie | Pareja           | Rival en la final                        | Resultado |
| --- | ---------- | --------------------- | ---------- | ---------------- | ---------------------------------------- | --------- |
| 1.  | 09.08.2014 | Challenger de Praga-2 | Tierra     | Andrey Kuznetsov | Roberto Maytín Miguel Ángel Reyes-Varela | 7-5, 7-5  |